# 극장판 시그널
《극장판 시그널》(일본어: 劇場版シグナル 長期未解決事件捜査班}은 2021년 공개된 일본의 영화이다. 김은희의 동명의 드라마의 일본판 드라마 《시그널 장기 미제 사건 수사반》을 실사 영화화한 것이다. 대한민국에는 2022년 3월 31일에 개봉하였다.

## 출연진
- 키치세 미치코: 사쿠라이 미사키 역
- 사카구치 켄타로: 사에구사 켄토 역
- 키타무라 카즈키: 오야마 타케시 역
- 키무라 유이치: 야마다 츠토무 역
- 이케다 테츠히로: 코지마 신야 역
- 아오노 카에데: 안자이 리카 역
- 스기모토 텟타: 미타니 무네히사 역
- 나오: 고이즈미 미치루 역
- 다나카 테츠시: 야마사키 사토시 역
- 카가 타케시: 이타가키 신지로 역
- 이하라 츠요시: 아오키 준키 역

## 기타
- 수입 :  미디어캐슬